# Крушинець (Словаччина)
Крушинець (словац. Krušinec) — село в Словаччині, Стропковському окрузі Пряшівського краю. Розташоване в північно-східній частині Словаччини.
Уперше згадується у 1543 році.
У селі є греко-католицька церква Покрови Пресвятої Богородиці з 1889 року в стилі необароко.

## Населення
| Рік:            | 1993 | 2003    | 2013     | 2023     |
| --------------- | ---- | ------- | -------- | -------- |
| Кількість осіб: | 221  | 239     | 264      | 233      |
| Різниця:        |      | +8,14 % | +10,46 % | -11,74 % |

| Рік:            | 2022 | 2023    |
| --------------- | ---- | ------- |
| Кількість осіб: | 236  | 233     |
| Різниця:        |      | -1,27 % |

В селі проживає 278 осіб.
Національний склад населення (за даними останнього перепису населення — 2001 року):
- словаки — 97,10 %
- українці — 0,83 %
- русини — 0,41 %

Склад населення за приналежністю до релігії станом на 2001 рік:
- греко-католики — 83,40 %,
- римо-католики — 11,20 %,
- православні — 3,73 %,
- не вважають себе віруючими або не належать до жодної вищезгаданої церкви: 1,66 %